# Heteralepas rex
Heteralepas rex är en kräftdjursart som först beskrevs av Henry Augustus Pilsbry 1907.  Heteralepas rex ingår i släktet Heteralepas och familjen Heteralepadidae. Inga underarter finns listade i Catalogue of Life.